# Френк Лојд Рајт
Френк Лојд Рајт (енгл. Frank Lloyd Wright; Ричленд Сентер, 8. јун 1867 — Финикс, 9. април 1959) био је амерички архитекта, дизајнер ентеријера, писац и предавач који је дизајнирао више од 1000 објеката, од којих су 532 реализована. Рајт је веровао у обликовање структура које су у хармонији са људском природом и околином, своју стваралачку филозофију је назвао органска архитектура. Ова филозофија је најбоље представљена Кућом на водопаду Фолингвотер (1935), која је прозвана као најбоље дело америчке архитектуре свих времена. Био је водећа личност Преријске школе (Prairie School ), покрета у архитектури и развоју концепта тзв. Усонијан куће. Његове визије урбаног планирања у Сједињеним државама су оставиле јединствен траг. Поред својих кућа, Рајт је дизајнирао оригиналне и иновативне канцеларије, цркве, школе, небодере, хотеле, музеје и друге структуре. Често је дизајнирао и унутрашње елементе за ове зграде, укључујући и намештај и витраж. Рајт је написао 20 књига и много чланака и био је популарни предавач у Сједињеним Државама и у Европи. Рајт је 1991. године признат од стране Америчког института архитеката као "највећи амерички архитект свих времена".
Његов живописни лични живот често је био и повод за новинске наслове, (највише је истицан недуго после почетка Првог светског рата због пожара 15. аугуста 1914. Рајтов живот из сна у успону каријере прекинут је брутално страшном трагедијом. У Талиесин студију док је Рајт радио у Чикагу, Јулиан Карлтон, слуга са Барбадоса који је био ментално нестабилан и који је био запослен неколико месеци раније, запалио је станове Талиесину и убио седам људи секиром. Убијени су Мама Бортвик Чејни; њено двоје деце: Џон и Марта; Давид Линдблом, баштован; нацртник Емил Бродел; Томас Бункер, радник и Ернест Вестон, син Рајтовог тесара Виљема Вестона, који је и сам рањен, али је преживео). Она због које је Талијесин и подигнут ... нестала је, записао је Рајт касније, био је то животни ударац од којег се четрдесетседмогодишњи архитекта никада није у потпуности опоравио.
Рајт је неретко помињан у штампи и због његовог бурног брака и развода са другом супругом Мириам Ноел која је ушла у његов живот када му је помоћ била најпотребнија. Тек после је открио њену тешку личност, зависност од морфијума и других људи. И његова веза са трећом супругом Олгом Лазовић Хинзенбург, коју је оженио 1928. бивала је помињана у штампи.

## Биографија

### Детињство
Френк Лојд Рајт је рођен као Френк Линколн Рајт у фармерском (пољопривредном) граду Ричленд Сентер у држави Висконсин. Био је прво дете Виљема Керија Рајта и Ане Лојд Џоунс Рајт.
Васпитан је у прилично сиромашној породици међу многим европским избеглицама који су слободу тражили у Новом свету. Америка је европским досељеницима нудила могућност новог почетка. Његов отац, Виљем Кери Рајт (1825 – 1904), био је локални говорник, учитељ музике, повремени адвокат и путујући свештеник, његова породица је тврдила да су потомци Виљема Освајача. Виљем Рајт срео је и оженио Ану Лојд Џоунс (1838 – 1923), окружну школску учитељицу. Упознао је Ану претходних година када је био у служби као виши инспектор за школе у округу Ричленд. Потом је она живела под закупом у Рајтовој кући док је њена породица живела у то време у Бер Крику, надомак Лоун Рока и градила куће у Долини. Венчали су се у августу 1866 . након смрти Виљемове прве жене Пармелије. Првобитно из Масачусетса, Виљем Рајт је био баптистички свештеник, али се касније придружио жениној породици у унитаристичку религију. Ана је била члан велике, успешне и добро познате унитаристичке породице Лојд Џоунсових, који су иселили из Лендисула у Велсу и дошли у Америку са седморо деце 1844. године у Спринг Грин у Висконсину. Лојд Џоунсови су почели да купују земљиште већ 1852. године надомак Спринг Грина, у близини Медисона и поред реке Висконсин. Крајем Америчког грађанског рата, 1864. године Лојд Џоунсови су се населили у подручју које је касније добило назив Долина побожних Џоунсових. Френково првобитно средње име Линколн било је распрострањено име за децу у то време. Његов отац Виљем је у априлу 1865. године у Лоун Року (Висконсин) одржао хваљен посмртни говор после убиства председника из времена Америчког грађанског рата, Абрахама Линколна . У мају 1867. Ана и Виљем су се преселили у Ричленд Сентер где је новорукоположени свештеник Виљем надгледао подизање новог здања Централног баптистичког удружења. Месец дана касније родио им се син Френк, наредних година добио је и сестре Џејн и Мегинел. Младом Френку је прво окружење било пасторално, пољопривредно образовано и изузетно келтски и велшки традиционално. Рајтова породица се селила пет пута у наредних десет година, када је он имао две, четири, шест, седам и десет година. Живели су у Макгрегору у Ајови, на реци Мисисипи, у Потакету на Род Ајленду, у Есексу у Конектикату, Вејмуту у Масачусетсу и напокон у Медисону у Висконсину. Седамдесетих година деветнаестог века цела земља је била у озбиљној економској кризи. У Рајтовим присећањима на одрастање помиње се сиромаштво, живот у малом простору с још много људи. Ипак, и у таквим околностима рано је научио да чита и пише. Био је преплављен утицајима из књижевности, поезије, филозофије и музике. На путу до школе са собом је носио џепна издања Шекспирових комада. Одрастао је на текстовима и учењима Американаца као што су Витман, Торо и оснивач америчке филозофије трансцендентализма Ралф Валдо Емерсон. Читао је Бајрона, Шелија и Блејка.
Растао је окружен традицијом унитаријанске вере која се супротстављала ропству и била повезана са тадашњим истакнутим личностима као што су писци Хенри Џејмс и филозоф-психолог Вилијам Џејмс. Био је окружен музиком, посебно Бахом и Бетовеном , кроз свакодневне утицаје његовог оца који је свирао Бахове хорске комаде на оргуљама у цркви, док је млади Френк пумпао мех оргуља. Током вечери је на кућном клавиру свирао Бетовенове сонате. У раном детињству, често бих заспао уз Бетовенове сонате, писао је Рајт. За осамнаест година живота са својим оцем развио је дубоку и трајну љубав према музици. Иако је целог Рајтовог одрастања породица живела у сиромаштву у кући је увек био клавир. Рајтова љубав према читању била је повезана и са рано исказаним интересовањем за процес штампања и типографије као и интересовањем за проналазаштво и цртање. Био је заинтересован и за индустријску револуцију; отуда његово касније познавање индустријских алата и метода. У спрези са хуманим вредностима и дубокој љубави према природи биле су то основе на којима је настало његово касније дело. Сви ови елементи били су пресудни за његов рад. Један од Анине браће био је Џенкин Лојд Џоунс, који је постао значајна личност у ширењу унитаристичке религије у западним Сједињеним државама. Обоје Рајтових родитеља били су појединци с јаком вољом, са особеним занимањима које су они пренели на њега. Ипак, у већини написа Рајт не посвећује превише простора утицају његовог оца а истиче мајчину тврдњу да је она јединог сина предодредила да буде архитекта. Према наводу и из његове биографије тврдио је да је мајка била та која је одредила његову професију. Док је била трудна одлучила је да ће син којег ће родити стасати у великог архитекту. Током раног детињства васпитавала га је у складу с том одлуком. Окружила га је природним лепотама. Она је уредила његову дечију собу са графикама енглеских катедрала исцепљеним из часописа, храбрила је његове малолетничку амбицију. Висок углед у породици Џоунсових је имао њен најстарији брат Томас, самоуки дрводеља и зидар. Породица је отишла у Вејмут у Масачусетс 1870. где је Виљем био свештеник малој групи верника. Године 1876, Ана и њене сестре учитељице Нел и Џејн су посетила изложбу поводом Стогодишњице америчке нације у Филаделфији и приметила је један изложени комплет образовних игара немачког педагога Фридриха Фребела. Ана, стручни учитељ, била је узбуђена тим програмом и упознале се са инструкцијама за васпитаче које је осмислио Фребел. По повратку из Филаделфије Ана је у Бостону купила комплет Фребелових поклона да би их користила за васпитање своје троје деце. Рајт је имао већ девет година када је његова мајка почела да му даје Фребелове поклоне и примењује пратеће едукативне методе. Комплет, зван ''Фребелови поклони'', је утемељио Рајтов иновативни забавно-наставни програм. Када је његова мајка схватила да цртање и пројектовање постају Рајтова преовладавајућа интересовања, сматрала је да треба да уведе и нешто ново у његовом раном развоју. Млади Френк се на Фребелове играчке залепио с великом страшћу. Провео је много времена у игри са елементима из Фребеловог комплета. Били су то геометријски облици и који су могли да се смонтирају у разноликим комбинацијама у облику тродимензионалних композиција.
Ево како Рајт описује, у његовој аутобиографији, утицај ових вежби на његов приступ дизајну: Неколико година сам стрпљиво проналазио на малој забавној таблици... и играо се... са коцком, лоптом, троуглом – ови равни дрвени комади углачаних јаворових коцки... су све међу мојим прстима у тим данима... Многе његове касније зграде истичу се геометријском чистотом. Фребелова методика била је широко распрострањена у Европи од 1860. до 1920. године.
Рајтова породица финансијски се напрезала у Вејмуту и вратила се у Спринг Грин у Висконсин, где их је материјално подржао Лојд Џоунсов клан и помогао Виљему да пронађе запослење. Настанили су се у Медисону, где је Виљем подучавао музичке лекције и служио као секретар у новоформираном Унитарном удружењу. Анин и Виљемов брак се временом погоршавао због номадског живота и сталног недостатка прихода. Виљам се и након повратка у Медисон 1877. године опет почео да бави низом очигледно непрофитабилних занимања док је Ана је захтевала већу финансијску подршку него што је он могао да пружи. Ана је била несрећна неко време због Виљемове неспособности да издржава породицу и тражила је од њега да их напусти. Она је 1883. престала да испуњава своје брачне обавезе. После је Виљем повео парницу против Ане за недостатак физичке наклоности. Поред тога, Ана је фаворизовала своју децу и запостављала децу из првог Виљемовог брака. Након све већих тензија и сукоба Виљем је постепено почео да се повлачи из породице. До развода Френкових родитеља дошло је 1885. убрзо пошто је он навршио 14 година. Френк је прихватио мајчину верзију догађаја тврдећи да његов отац више није желео да буде члан породице. Виљем је напустио Висконсин после развода и Рајт је тврдио да никада није видео свог оца поново нити је присуствовао Виљемовој сахрани у Лоун Року 1904. године. (Ипак, наредних година повремено је посећивао његов гроб.) После очевог одласка у јануару 1886. године преминуо је и Рајтов деда Ричард, глава фамилије Лојд Џоунс. Његове неудате ћерке, Нел и Џејн, су наследиле фарму и домаћинство и исте године основале су школу Хилсајд хоум у новоотвореној капели унитаријанаца коју су користиле као привремену учионицу. Капела је завршена у лето 1886. по пројекту архитекте из Чикага Џозеф Лајман Силзби. Он је истовремено, по налогу Џенкина Лојд Џоунса радио и на нацрту за нову Цркву Свих светих. Рајту је дозвољено надгледање радова.
Ана је са своје троје деце наставила да живи у Медисону, у кући на језеру Мендота, шездесет километара удаљена од Долине Лојд Џоунсових. У то време осамнаестогодишњи Френк мења своје средње име из Линколн у Лојд и постаје Френк Лојд Рајт, у част породице његове мајке, Лојд Џоунсових. Као једини мушкарац у напуштеној породици, Рајт је преузео финансијску одговорност за његову мајку и две сестре. Његова мајка Ана је у договору са својим братом Џејмсом Лојдом Џоунсом, фармером који је живео у оближњој долини, одлучила да дечак током летњих месеци ради на фарми. Велики део Рајтове аутобиографије посвећен младости не бави се образовањем у школи, већ образовањем кроз рад на фарми у Спринг Грину. Та дечачка фармерска искуства дубоко су укоренила успомене на снагу природе, каткад исцрпљујућу. Рајт се присећао тешког живота на фарми, раног устајања и напорног целодневног рада, које је описао као непрекидно умарање. Провео је осам лета на ујаковом имању и тамо је искусио дисциплину кроз дуге сате у природи који су на њега утицали снажно и трајно створивши код њега велику љубав и поштовање према природном реду ствари.
Његов ујак, Џенкин Лојд Џоунс у то време један је од најпознатијих свештеника Унитаријанске цркве. Он је недељом одржавао проповеди и читао одломке из класичних дела трансцендентализма Емерсона и Тороа. Његов ујак је, поред тога, сваког лета организовао фестивал образовног карактера зван унитаријанска шотоква који су посећивале истакнуте личности Вилијам Ч. Гане, најутицајнији припадник Унитаријанске цркве у Чикагу, Сузан Ентони, борац за права жена...
Рајт је похађао школу у Медисону, али тамо нема доказа да је икад завршио. Након што су прошле године дечаштва примљен је 1886. на Грађевински факултет Универзитета Висконсин у Медисону као ванредан студент. Тамо се учланио у Фи Делта Тета удружење.

### Рани пројекти
Образовање и рад за Силсбија (1885 – 1888)
Рајт је похађао школу у Медисону, али тамо нема доказа да је икад завршио. Након што су прошле године дечаштва примљен је 1886. на грађевински факултет Универзитета Висконсин у Медисону као ванредан студент. Тамо се учланио у Фи Делта Тета удружење. Два семестра је радио са професором грађевинарства, Аланом Д. Коновером. Брзо се разочарао садржајем и током студија и побегао у Чикаго тражећи живот у архитектури. Пре него што је напустио Медисон у Висконсину присуствовао је обрушавању новог северног крила старе зграде државног Капитола, за време изградње. Током послеподнева и вечери спасиоци су из рушевина ископавали тела рањених, умирућих и погинулих. У близини је стајао млади Рајт. Млади су остајали сатима, држећи се за челичну ограду која је окруживала парк, сувише тужни да би се померили, да би отишли. Ужас те слике никад није у потпуности напустио моју свест и остаје да ме опомиње до данашњег дана, писао је Рајт. Године 1887. Рајт је напустио факултет без узимања дипломе (премда је прихватио почасни докторат из лепих уметности на универзитету 1955) .
Дошао је у Чикаго да тражи запослење. Након опустошења Чикага у великом пожару 1871. и после скорашњег брзог пораста становништва следио је и нови брз развој. Дошавши из провинције, млади Рајт, сачувао је љубав за колонијалну архитектуру, њену удобност и повезаност с пејзажем. Блиске су му идеје Џ. Раскина, Ежена Виоле ле Дика и архитеката с источне америчке обале који се инспиришу из традиција старе џорџијанске архитектуре (Мек Кима, Мејда, Ричардсона). Касније се подсетио на његове прве утиске о Чикагу, била су то испрљана суседства, гомиле света на улицама и разочаравајућа архитектура, ипак, био је одлучан да пронађе посао. После разговора са неколико познатих фирми, његово прво запослење у Чикагу било је у архитектонском бироу Џозеф Лимен Силсби. Рајт је претходно сарађивао са Силсбијем – опуномоћен као цртач и конструкцијски надзорник – 1886. на Унитаристичкој капели за Рајтову породицу у Спринг Грину у Висконсину. Са фирмом је такође радио на два друга породична пројекта: Црква свих душа у Чикагу за његовог ујака, Џенкина Лојда Џоунса, и школу Хилсајд хоум за две његове тетке. Други цртачи који је радили за Силсбија 1887. били су будуће архитекте Сесил Корвин, Џорџа В. Махер и Џорџа Г. Елмсли. Рајт се убрзо спријатељио са Корвин, са којим је живео док је он изградио кућу. У аутобиографији, Рајт је испричао да је он такође имао кратке радне задатке у другом архитектонском бироу у Чикагу. Осећајући да се привео крају његов рад за Силсбија млади цртач је дао отказ и почео посао као дизајнер у фирми Бирс, Клеј и Датон. Међутим, Рајт је убрзо схватио да он није био спреман за дизајн и он је напустио нови посао да би се вратио код Џозефа Силсбија – у то време успева да подигне плату. Премда се Силсби строго држао углавном Викторијанске и обновитељске архитектуре, Рајт заснива рад више на грациозној живописности као другој струји раздобља.
Још увек је Рајт тежио за већим напретком у раду. После мање од годину проведену у Силсбијевој канцеларији Рајт је сазнао да архитектонска фирма Адлер и Саливан из Чикага тражи неког да прави завршне цртеже за ентеријер зграде чикашког Аудиторијума. Након што је радио у неколико различитих архитектонских бироа у Чикагу охрабрен својим практичним искуством које је стекао потражио је посао код Луја Саливана. Рајт је показао да је способан, оставио је утисак на Луја Саливана дизајном украса и у два каснија кратка разговора и постао је званични шегрт у фирми.
Адлер и Саливан (1888 – 1893)
Рајт није напредовао као Саливанов цртач. Писао је о неколико насилних и жучних препирки које су се догодиле између њих током првих година његовог учења заната. За ту ствар Саливан је показао веома мало обзира. Ипак, Саливан је узео Рајта под заштиту и доделио му велику дизајнерску одговорност. Као чин поштовања, Рајт се касније односио према Саливану као Lieber Meister-у, (Драги мајстор). Рајт је такође направио споразум са канцеларијом надзорника Пола Муелера. Он ће касније запослити Муелера за изградњу неколико његових јавних и комерцијалних зграда између 1903 и 1923.
Рајт је оженио 1. јуна 1889. његову прву жену, Кетрин Ли Кити Тобин (1871 – 1959). Упознали су се око годину раније током рада на Цркви свих душа. Саливан је својим делом помогао финансијском успеху младог брачног пара обезбедивши Рајту склапање уговора за петогодишње запослење. Рајт је направио и захтев више:Г. Саливан, ако желите да радим током пет година можете ли ми позајмити више новца за изградњу мале куће ? Са Саливанових 5000 долара позајмице, Рајт је купио парче земље у углу Чикага и Форест авеније у предграђу Оак Парк. Постојећа готска кућа узета је за његову мајку, кућа саграђена покрај била је за Рајта и Катарину. Према наводима једног дијаграма о вестима у фирми из 1890. у простору 17-тог спрата поврх зграде Аудиторијума Рајт је убрзо заслужио приватну канцеларију до Саливанове.
Ту канцеларију делио је са пријатељем и цртачем Џорџом Елмслијем; била је изнајмљена од Саливана на Рајтов захтев. Рајт је постао главни цртач и управљао свим радом на стамбеном дизајну у канцеларији. По пропису, Адлер и Саливан нису дизајнирали или градили куће, али су обавезали сараднике да по питању клијената обавештавају о њиховим значајним комерцијалним пројектима. Рајт је током канцеларијских сати био заузет на главним задацима за фирму, дизајн кућа је потиснуо за вечерње и прековремене сате викендом у његовом кућном студију. Рајтов дизајн по дужности био је често сведен до детаља за пројекат Саливанове скице.
Током овог времена, Рајт је радио на Саливановом бунгалову (1890) и Бунгалову Џејмса А. Чарнлеја (1890) обе у Океан Спрингсу, у Мисисипију, потом Кућу Бери-Мек Харг (1891) и Кућу Луја Саливана (1892) у Чикагу и више помињану Кућу Џејмса А. Чарнлија (1891) такође у Чикагу. Од ових пет сарадњи само два рада за Чарнлијеву породицу и даље постоје.
Кућа Валтера Гејла (1893) је у стилу Краљице Ане обележена је траком прозора и подупирачима веранде покривене кровом, она наговештава развој Рајтове естетике.
Упркос Саливановом зајму и прековременој плати, Рајт је био непрекидно у оскудици. Признао је да су његове оскудне финансије биле очекиване због његових скупих склоности ка оделима и возилима, и изузетној раскоши коју дизајнира у његовим кућама. За усложњавање проблема, допринела су Рајтова деца –прворођени Лојд (рођен 1890) и Џон (рођен 1892) . За допуну његових прихода и враћање његових дугова, Рајт је прихватио независне задатке за најмање девет кућа. Ове прокријумчарене куће, како их је касније назвао, су дизајниране у старинском стилу и у варијацијама по моди колонијалног стила краљице Ане. Ипак, за разлику од преовлађујуће архитектуре периода, свака кућа нагласила је једноставне геометријске масе и садржавала обележја као што су траке хоризонталних прозора, пригодни подупирачи, и отворен спрат који су постали упечатљиво обележје његових каснијих радова. Осам од ових раних кућа постоје и данас укључујући Кућу Томаса Гејла, Кућу Роберта Паркера, Кућу Џорџа Блосома и Кућу Валтера Гејла. Упоредо са стамбеним пројектима за Адлер и Саливана, Рајт је дизајнирао његове кријумчарене куће у његовом властитом времену. Саливан ништа није знао о независном раду до 1893 када је препознао да је једна од кућа недвосмислено Френк Лојд Рајтов дизајн. Ова засебна кућа, изграђена за Алисон Харлан, била је само блок од Саливанове куће у Чикагу у подручју Кенвуд. Геометријска чистоћа композиције и балконски орнамент у облику чипке су истоветне као код Куће Чарнлеј. Како је Рајтов петогодишњи споразум забранио сваки спољашњи рад, инцидент је подстакао његов одлазак из Саливанове фирме. Разнолике приче испричале су потанко прекид односа између Саливана и Рајта; чак је Рајт касније испричао две различите верзије догађаја. У Аутобиографији, Рајт је тврдио да је он био несвестан да је с његове страна ризични подухват био кршење његовог споразума. Када је Саливан открио прекршај, он је био огорчен и увређен, забранио је сваки даљи спољни задатак и ускратио Рајтов имовински уговор за његову кућу у Оук Парку. Рајт није могао да подносе ново непријатељство од газде. Мислио је да је ситуација била неправедна. Он је бацио оловку и отишао из канцеларије Адлера и Саливана, никад се није вратио. Данкмар Адлер, који је био више благонаклон за Рајтову делатност послао му је касније имовински уговор. Према једном извештају Рајт је имао Цецил Корвинов потпис за неколико прокријумчарених послова, што наговештава да је Рајт био свестан његове незаконите природе. Без обзира на тачан низ догађаја Рајт и Саливан нису се састали или говорили дванаест година.

### Прелаз и експерименти (1893 – 1900)
У згради Шилер, коју су саградили Адлер и Саливан, Рајт је 1893. основао сопствену праксу, свој приватни архитектонски биро. Дошао му је и први клијент, Вилијем Х. Винзлоу, из Ривер Фореста у Илиноји. Напустивши Саливана, Рајт се још јаче ослања на традицију и пројектовање специфичних објеката – кућа Винслов у Ривер Форесту 1893. године.
Године 1894. одржао је прву изложбу својих пројеката у Архитектонском клубу Чикага. Потом гради Ривер форест голф клуб 1898. године и Кућу Хусер у Чикагу 1899. године.
(Рад на чланку је у току).
Око 1900. године заноси се јапанском архитектуром и инспиришући се њом успева створити грађевински тип којег варира у низу познатих „преријских кућа“. Основно је обележје тих кућа хоризонтална рашчлањеност и наглашен пластични мотив крова. Идеја континуираног унутрашњег простора, коју је Рајт разрадио већ у ранијим објектима, добила је нову формулацију у облику укрштене основе која се сажима у средишњем простору (холу) у којему је смештен камин – куће у Чикагу (1902. године), Буфалу (1904. године) и друге.
У „преријским кућама“ Рајт је створио прототип америчке резиденцијалне архитектуре, помиривши традицију и потребу за савремено обликованим простором. Истовремено, настају и његови први објекти у армираном бетону у којима кубистичким формама тежи ка скулптуралној јасноћи волумена и монументалности.
Са „преријским кућама“ једна је архитектонска мисао била исцрпљена, и већ 1910. године се јављају у његовом раду први знакови кризе. Боравак у Европи 1911. године није му испунио очекивања и остао је практично без утицаја на његов рад. По повратку гради властиту кућу у Спринг Грину у којој први пут примењује разуђену основу. Иако предвиђа нека каснија решења, овај је објект значајнији као гест повратка пејзажу и тражења непосреднијег контакта са околином односно амбијентом у природи.
Трагајући за изворним обликом и далеком прошлошћу америчког континента Рајт се одушевљава мегалитичким конструкцијама и масивним здањима претколумбијске Америке. Из тога извире масивност и монументалност, као основне карактеристике пројеката реализованих у овом добу – Мидвеј Гарденс у Чикагу (1914. године) и Империал хотел у Токију (1922. године). Тек око 1930. године Рајт почиње асимилацију европских искустава прихватајући нове материјале, нове конструктивне методе и нову естетику.
Са кућом Кауфман- Фолингвотер- или кућа на водопадима у Конелсвилу у Пенсилванији (1936. године) у којој је дао једно од ремек дела модерне архитектуре почиње друго плодно раздобље Рајтовог опуса. Основне су карактеристике нових објеката повезаност са пејзажом, слободна основа која је преко стаклених зидова повезана са спољним простором и наглашена пластика крова. У њима је на савремен начин разрађена просторна и пластична концепција ранијих „преријских кућа“. Ово је најпознатији и најуспелији његов пројекат кућа и летњиковаца.
У трговини Морис у Сан Франциску (1949. године) јавља се мотив кружне рампе којом је постигнут снажан просторни ефекат. Она је још јаче изражена на кући његова сина Даниела Рајта у Фениксу (1952. године) а кулминира у његовом последњем делу Гугенхајмовом музеју у Њујорку (1959. године). Постхумно се пришло реализацији његовог грандиозног пројекта за комунални центар Марине Коунтри у Калифорнији (1962. године).

## Филозофија рада и значај
Рајт је, без сумње, једна од најконтрадикторнијих личности у модерној архитектури. До краја живота остао је индивидуалиста подједнако у начину живота и уметничком схватању, па ипак његово дело представља значајно поглавље савремене архитектуре.
Први је интуитивно наслутио и разрадио идеју континуираног унутрашњег простора, коју су европске архитекте почеле решавати знатно касније. Европском рационализму, који је пробудио занимање за решавање конструктивних метода и за социјалне аспекте, он је супротставио органско схватање архитектуре које у центар ставља човека појединца и његов однос према амбијенту у којем живи. Стога Рајт сваки пројект решава независно од претходног као сингуларну и непоновљиву креацију.
Снага и оригиналност његове визије добијају особиту потврду у последњем раздобљу у којем је, прихвативши европска искуства, створио дела која по својој поетичности и пластичној слободи обележавају нови пут у архитектонском обликовању. Иако понекад оптерећен литерарношћу и симболиком, Рајтов опус по богатству стваралачких идеја и разноврсности нема конкуренције у савременој архитектури.
Поред реализованих пројеката, израдио је више визионарских решења: за центар Пицбурга и Багдада, пројект за солитер висок 1600 m и чувени Бродакре план (1955. године) у којем даје предлог за систематску урбанизацију земље. Оставио је за собом и огроман литерарни опус у који поред теоретских и стручних погледа садржи и богат аутобиографски материјал.
Године 1938, саградио је властиту кућу у пустињи крај Феникса и ту је остао до краја живота створивши од себе својим животом изван цивилизације готово митску личност.